# Coolac
Coolac är en ort i Australien. Den ligger i kommunen Gundagai och delstaten New South Wales, i den sydöstra delen av landet, omkring 300 kilometer sydväst om delstatshuvudstaden Sydney. Antalet invånare är 387.
Trakten runt Coolac är nära nog obefolkad, med mindre än två invånare per kvadratkilometer.. Närmaste större samhälle är Gundagai, omkring 16 kilometer söder om Coolac. 
Trakten runt Coolac består till största delen av jordbruksmark. Genomsnittlig årsnederbörd är 875 millimeter. Den regnigaste månaden är februari, med i genomsnitt 156 mm nederbörd, och den torraste är oktober, med 36 mm nederbörd.